# Boiga multifasciata
Boiga multifasciata là một loài rắn trong họ Rắn nước. Loài này được Blyth mô tả khoa học đầu tiên năm 1861.